# Brutalisation
La brutalisation est un concept historiographique majeur, élaboré par l'historien George L. Mosse, un historien américano-allemand du XXe siècle, dans son ouvrage De la grande guerre au totalitarisme, la brutalisation des sociétés européennes, publié en 1990. Il désigne l'acceptation d'un état d'esprit issu de la Grande Guerre qui entraîne la poursuite d'attitudes agressives dans la vie politique en temps de paix.
Dans cet ouvrage, Mosse développe deux postulats principaux. Tout d'abord celui de la « banalisation » de la violence, qui à travers la vulgarisation, la sacralisation et l'acceptation de l'expérience de guerre aurait contribué à l'avènement des fascismes. Enfin celui même de « brutalisation » qui postule que cette même expérience de guerre aurait été le catalyseur d'une résurgence nationaliste à travers le développement de valeurs nouvelles comme le patriotisme radical ou encore le culte de la virilité.
Le concept de brutalisation se révèle fondamental pour l'historiographie de la guerre et de l'entre-deux-guerres. Il permet un éclaircissement sur les motivations de la radicalisation du champ politique européen d'après guerre. Selon Mosse, les fascismes trouveraient leurs racines dans une expérience fondatrice de la guerre moderne.

## L’expérience de la guerre est le théâtre de l'émergence de sentiments nouveaux
La guerre laisse une trace psychologique chez les combattants et favorise la naissance de sentiments nouveaux. Ainsi par exemple, les formations par escouades dans les bataillons de tranchée favorisent fortement la notion de camaraderie. En effaçant les frontières sociales à travers le renforcement de la solidarité, la guerre vient constituer un véritable esprit de corps. De plus, si dans la confrontation à la violence et à la mort, le deuil est omniprésent, c'est pourtant un autre sentiment qui semblerait dominer : un sentiment de fierté, d'orgueil du sacrifice pour une cause noble. On ressent dans les sociétés en guerre un besoin latent d'investir l'expérience d'un sens supérieur, de trouver une justification aux sacrifices et pertes. Pour certains la guerre serait vécue comme un moyen de donner un sens à leur vie. Pour d'autres, il en va d'une mission sacrée que de défendre leur nation.

## La brutalisation des esprits

### L'héroïsation du soldat, une entreprise de sacralisation de la mémoire de guerre
En empruntant à la liturgie religieuse, les sociétés bâtissent progressivement le mythe d'une mémoire de guerre sacralisante et banalisée. Ainsi les cérémonies commémoratives, qui ont pour objet d’apaiser les souffrances, viennent justifier de la noble cause de la mobilisation pour la patrie. On assiste ainsi à une véritable héroïsation du soldat mort pour la patrie. Le mythe de la guerre devient un « événement doté d'un sens sacré ». Selon Mosse, le culte du soldat mort au champ d'honneur devient le noyau de la religion du nationalisme. Cette entreprise de sublimation transcende le rôle du soldat et le sacrifice rend plus acceptable la perte d'un être cher.

### Les après-guerres

#### La brutalisation du champ politique allemand
La brutalité politique qui se développe en Allemagne après 1918 s'explique principalement par un état d'esprit issu de la guerre et son acceptation. Cette brutalisation aurait alors favorisé l'arrivée du parti nazi au pouvoir et l'avènement du troisième Reich. Cette violence trouve sa source dans la capacité des partis extrémistes à orienter le débat politique dans la république de Weimar. Le Parti populaire national allemand (DNVP), pourtant respectable sur le plan parlementaire présente la même brutalité que le parti radical ultra-nationaliste du mouvement völkisch. Ce durcissement se comprend comme un retour aux instincts primaires et à l'excitation émotionnelle issue de la guerre. Les soldats volontaires, de par l'expérience de guerre, ont cédé leurs idéaux pour ne donner plus aucun prix à la vie.
Une autre notion envahit également l'Allemagne d'après-guerre : la mannesideal (idéal de virilité). Le Volk allemand se serait alors fondé sur ses valeurs de virilité et de camaraderie, associées à un chef charismatique. Ce sont les corps francs qui incarnent la continuité de ces idéaux en temps de paix. Cette « troupe perdue » est cimentée davantage par l'action que par les idées. Ces francs-tireurs entreprennent des assassinats. Le ministre juif allemand des affaires étrangères, Walter Rathenau est ainsi tué en 1922. Un laxisme pénal se développe par la suite, concernant ces actes considérés comme patriotiques.

#### D'une guerre à l’autre
L'extrême droite allemande cherche alors à s'imposer comme héritière de l'expérience de guerre. Une confusion mentale se diffuse entre les martyrs nazis et les morts héroïques de la guerre de 1914-1918. C'est le langage qui devient le principal vecteur de cette continuité : les nazis adoptent un lexique militaire autour de l'« homme nouveau ». Le but est en effet de « devenir un homme ». C'est à travers l'intégration psychologique de ces valeurs que s'explique en partie l'engagement des allemands au sein des SS (Schutzstaffel) dans la Seconde Guerre mondiale. Ce même fil conducteur animerait la Légion Condor lors de la guerre civile espagnole. Cette vision de la guerre en Europe trouve alors un tournant décisif dans la Seconde Guerre mondiale, qui vient saper la légitimité et la croyance en ces mythes de guerre et d'homme nouveau.

## Critiques et débats historiographiques

### La brutalisation, un phénomène latent?
George L. Mosse a insisté sur le fait que la brutalisation était la conséquence de la « culture de guerre » véhiculée au front et à l'arrière pendant le premier conflit mondial. Certains auteurs ont critiqué la négligence de la thèse de Mosse concernant les causes extérieures à la guerre.
La brutalisation serait aussi et avant tout issue de l'héritage colonial allemand. L'Allemagne, qui est privée de colonies à la suite du traité de Versailles, aurait pu alors reporter sur le vieux continent certaines méthodes brutalisantes expérimentées outre-mer. Le massacre des Héréros (Namibie aujourd'hui) par les Allemands, fut le premier génocide du XXe siècle proclamé par « un ordre d'extermination le 2 octobre 1904 ». Cette expérience du Sud-Ouest africain dont le premier gouverneur est le Dr Heinrich Göring, père d’Herman Göring, amène certains à suggérer de reprendre ces méthodes en Europe. Aimé Césaire compare ainsi le colonialisme à un « poison instillé dans les veines de l’Europe », qui provoque un « progrès lent, mais sûr, de l’ensauvagement du continent ».
L'aryanisation de la société liée à sa brutalisation après 1933 en Allemagne a en outre été permise par le "racisme d'Etat" théorisé par David Theo Goldberg, selon lequel les pays qui ont eu recours à la violence dans leur élaboration, unification, et domination, comme ce fut le cas de l'Empire allemand sous Bismarck, sont enclin à prôner une théorie coloniale naturaliste de leur supériorité raciale et génétique sur les autres peuples. A contrario, les pays ayant fondé leur identité coloniale, et plus ou moins nationale, sur leur domination économique par accumulation du capital (mercantilisme, capitalisme) et leur force de coercition, sont plus enclin à prôner une théorie coloniale historiciste de leur supériorité sur les autres peuples. Le premier mouvement s'est dé"velopé entre le XVIIème siècle et la première moitié du XIXème siècle, l'autre lui succédant, étant plus adapté à un monde industriel et globalisé.

### Les critiques concernant «l'expérience de guerre»
Selon certains de ses confrères, Mosse aurait fait l'erreur de se focaliser sur les engagés volontaires, portés par un héroïsme patriotique et donc plus en proie à la brutalisation. Or beaucoup de combattants, portés par une profonde « culture du temps de la paix », ont su résister à la brutalisation de la guerre. La guerre n'a brutalisé qu'une minorité de combattants, « ceux qui y étaient sans doute enclins ».
L'expérience de guerre comme facteur de brutalisation se voit alors confrontée à trois principales limites inhérentes au conflit. Il s'avère, en récoltant de nombreux témoignages d'anciens combattants, que les soldats ont peu tué durant la guerre. Les bombardements d'artillerie constituent la principale cause de mort. Si comme le dit Antoine Prost : « loin d'être la règle, le tueur me semble l'exception », il semble difficile d'expliquer l'entrée d'un élément psychologique violent chez les soldats durant la guerre. De plus, les disparités comportementales entre les soldats durant la guerre devraient être prises en compte. Alors que certains hommes refusent de participer au « nettoyage des tranchées », il s'avère a fortiori que la disposition à tuer se détériore au fur et à mesure du conflit. Enfin, la culture civile intériorisée avant la guerre inciterait les soldats à voir dans leurs ennemis leurs semblables. Ainsi, tuer correspondrait à transgresser les normes de la société civile et entraînerait dès lors un sentiment de culpabilité. Tous ces éléments remettent en cause l'idée de l'acceptation d'un état d'esprit issu de la guerre par les anciens combattants.

### Une approche centrée sur l’Allemagne
On reproche également souvent à George L.Mosse d'avoir occulté le pacifisme présent dans les sociétés françaises, russes et anglo-saxonnes après la Première Guerre mondiale. Les comportements des anciens combattants en Allemagne après le conflit sont loin d'être identiques à ceux des anciens combattants français notamment. Ces derniers se caractériseraient par un profond antimilitarisme et un refus de la brutalité. Dans la culture politique française d'après-guerre, le nationalisme ne serait qu'un phénomène mineur par rapport au pacifisme et le désir d'une paix retrouvée. Par ailleurs, au sein de la société allemande, un nombre important d'anciens combattants aspirent à une profonde « culture du temps de la paix » après le traumatisme de la guerre. C'est dans cette optique qu'est créé en 1924 le Reichsbanner Schwarz-Rot-Gold, organisation d'anciens combattants luttant pour la défense de la république de Weimar. C'est également le cas des anciens soldats russes qui se retrouvent dans le « bolchévisme des tranchées » pour réclamer la « Paix et la liberté ». C'est dans cette optique que L. Smith évoque les « citizen-soldiers » : refus des anciens combattants de prendre part aux exécutions entreprises pendant la guerre. Au contraire, ils mettaient au premier rang de leurs priorités les droits imprescriptibles des citoyens.